# Landudal

Landudal este o comună în departamentul Finistère, Franța. În 1 ianuarie 2022 avea o populație de 910 de locuitori.